# DIN 31635
Norma DIN 31635 (Transcrierea alfabetului arab) este o normă pentru transliterarea scrierii arabe în alfabetul latin. Această normă se bazează pe transcrierea Societății Orientale Germane alcătuită de  Carl Brockelmann și Hans Wehr. Norma a fost acceptată drept standard internațional în 1935 la Congresul Internațional al Orientaliștilor care a avut loc la Roma.
Caracteristica principală a acestei transcrieri este aceea că orice literă latină reprezintă o anumită literă arabă. De aceea este considerată o transliterație, o transcriere consecventă a fiecărei litere.
| arab. | arabă ﺍ | arabă ﺏ | arabă ﺕ | arabă ﺙ | arabă ﺝ | arabă ﺡ | arabă ﺥ | arabă ﺩ | arabă ﺫ | arabă ﺭ | arabă ﺯ | arabă ﺱ | arabă ﺵ | arabă ﺹ | arabă ﺽ | arabă ﻁ | arabă ﻅ | arabă ﻉ | arabă ﻍ | arabă ﻑ | arabă ﻕ | arabă ﻙ | arabă ﻝ | arabă ﻡ | arabă ﻥ | arabă ه | arabă ﻭ | arabă ﻱ |
| lat.  | ʾ / ā   | b       | t       | ṯ       | ǧ       | ḥ       | ḫ       | d       | ḏ       | r       | z       | s       | š       | ṣ       | ḍ       | ṭ       | ẓ       | ʿ       | ġ       | f       | q       | k       | l       | m       | n       | h       | w / ū   | y / ī   |
| IPA   | ʔ, aː   | b       | t       | θ       | dʒ ɡ ʒ  | ħ       | x       | d       | ð       | r       | z       | s       | ʃ       | sˁ      | dˁ      | tˁ      | ðˁ zˤ   | ʕ       | ɣ       | f       | q       | k       | l       | m       | n       | h       | w, uː   | j, iː   |

Cifrele arabe  (arabă ‭٠ ١ ٢ ٣ ٤ ٥ ٦ ٧ ٨ ٩‬) sunt redate cu echivalentele lor europene (0, 1, 2, 3, 4, 5, 6, 7, 8, 9).